# Храм Всемилостивого Спаса (Нижний Новгород)
Храм Всеми́лостивого Спа́са — православный храм в Нижнем Новгороде. Единственный из сохранившихся храмов, заложенных в память чудесного спасения семьи императора Александра III 17 октября 1888 года при крушении поезда на Курско-Харьковской железной дороге. Император имел при себе тогда копию древней чудотворной вологодской иконы Нерукотворного Спаса.
Проект храма в русском стиле XVII века выполнен академиком архитектуры Александром Кочетовым по типу Троицкой церкви в подмосковном селе Останкине. Вместимость — 1700 человек.
Храм трёхпридельный:
- центр — во имя Всемилостивейшего Спаса Нерукотворного Его Образа;
- правый — святого апостола Иакова, брата Господня по плоти, святого Николая Мир Ликийских чудотворца и преподобного Серафима Саровского;
- левый — святителей Московских Петра и Алексия, преподобного Сергия Радонежского и пророка Осии.

## Строительство
Нижегородское купечество решило выстроить храм в честь Спасителя недалеко от городского острога. В 1888 году был открыт сбор средств, в Комиссию по сбору средств вошли наиболее состоятельные финансисты-промышленники: Н. А. Бугров, Н. Е. Башкиров, А. А. Блинов, А. М. Губин, В. А. Соболев и другие.
В 1897 году был создан Строительный комитет, который возглавил Я. Е. Башкиров. В следующем году среди членов Императорского Санкт-петербургского общества архитекторов был объявлен конкурс на разработку проекта храма для Нижнего Новгорода. Среди проектов 18 наиболее признанных в стране зодчих первой премии удостоился проект А. М. Кочетова.
7 июня 1899 года Преосвященный Владимир, епископ Нижегородский и Арзамасский, заложил первый камень в основание церкви. Храм был заложен спустя девять лет после произошедшей железнодорожной катастрофы в память уже не только о чудесном спасении царской семьи, но и для «увековечения памяти Царя-миротворца, в Бозе почившего Александра III», скончавшегося 20 октября 1894 года.
Надзирал за строительством академик архитектуры В. П. Цейдлер. 26 августа 1903 года на колокольню храма поднят последний большой колокол, а 12 октября 1903 года епископ Нижегородский и Арзамасский Назарий (Кириллов) освятил церковь.
В официальном Отчёте Строительного Комитета за 1904 год говорится о том, что неизвестным нижегородцем в 1902 году был пожертвован колокол весом в 54 пуда, а все остальные колокола отливались в Ярославле. Согласно описи церковного имущества, на колокольне храма до революции звучало 8 колоколов, самый большой из них весил более 2,5 тонн.
В 1912 году была завершена роспись храма. Живописные росписи выполнены по картонам работ русских художников В. М. Васнецова, И. Е. Репина, В. В. Верещагина, Г. И. Семирадского («Христос у Марфы и Марии»), Ф. А. Бронникова, Н. И. Кошелева, А. Т. Маркова для храма Христа Спасителя в Москве и киевского Владимирского собора. Орнаменты выполнены в византийском стиле по эскизам академика А. М. Кочетова. Художественные работы проводились нижегородскими мастерами под руководством А. О. Карелина.

## Закрытие и возрождение
После революции храм оставался одним из немногих действующих приходов нагорной части города. Некоторое время с начала 1920-х годов здесь располагалась архиерейская кафедра, возглавляемая тогда митрополитом Сергием (Страгородским) (1924—1934). С 1924 по 1926 год Владыка числился в клире Спасского храма.
Первая попытка ликвидировать церковь была предпринята в 1930 году. Официальным поводом к ликвидации храма являлось сфабрикованное обращение горожан к властям. Но благодаря усилиям настоятеля храма протоиерея Николая Боголюбова и членов Приходского Совета это решение удалось обжаловать и отменить во ВЦИК в Москве, куда члены общины ездили с соответствующим прошением. Тогда лишь часть церковного подвала была занята под склад общества Красный Крест. Также в подвале церкви, по документам 1935 года, продолжали жить члены клира и их семьи: священники Пётр Сахаровский и новый настоятель протоиерей Николай Виноградов, вдова священника Николая Боголюбова, а также жена осужденного дьякона Д. К. Ободова с пятью детьми.
После ареста в 1937 году последних священнослужителей Спасского храма (настоятеля протоиерея Николая Виноградова, священномученика протоиерея Петра Сахаровского и протодьякона Николая Савкина) богослужения в церкви прекратились. Впоследствии помещения храма использовались как склад швейного предприятия «Весна».
В дальнейшем, практически перед самой войной, был разработан проект приспособления Спасской церкви под архивохранилище. Предполагался ряд перепланировок и изменение внешнего облика храма, но на деле изменения коснулись лишь внутренней планировки храма. В годы Великой Отечественной войны наличие высокой колокольни сыграло определённую роль в судьбе храма: на колокольне был устроен один из пунктов противовоздушной обороны города и установлена зенитная установка.
Современным возрождением приход храма обязан деятельному участию Михайловой Марии Сергеевны (15.06.1905—15.02.1996). До выхода на пенсию Мария Сергеевна занимала должность зав. кафедры английского языка Горьковского сельскохозяйственного института. С группой единомышленников Мария Сергеевна собрала и передала властям документы и подписи, требующиеся для открытия храма. Мария Сергеевна являлась постоянной прихожанкой храма, где и была отпета после своей кончины. Весной 1992 года Спасская церковь была возвращена верующим и освящена повторно, а в 2003 году, епископом Георгием (Даниловым), — чином Великого освящения. Первым настоятелем возрождённого в 1991 г. храма стал протоиерей Игорь (Пономарёв). 19 апреля 1992 года, в Вербное воскресенье, была отслужена первая божественная литургия.

## Клир
До закрытия храма в 1937 году в нём служили:
- Нижегородские архиереи:
  - епископ Владимир (Никольский);
  - епископ Назарий (Кириллов);
  - митрополит Сергий (Страгородский) (с 1943 г. — Патриарх Московский и всея Руси).
- Священнослужители[3]:
  - 1903—1906 — протоиерей Александр Троицкий (первый настоятель);
  - 1903—1919 — диакон Митрофан Таскин (первый диакон);
  - 1906—1911 — протоиерей Николай Росляков (с 1907 г. — настоятель);
  - 1910—1921 — иерей Александр Стрельников (первый священник);
  - 1915—1921 — протоиерей Владимир Сергиевский (с 1916 г. — настоятель);
  - 1913—1935 — диакон Дмитрий Ободов (до 1922 г. — псаломщик);
  - 1920—1921 — диакон Иоанн Авров;
  - 1921—1925 — протоиерей Павел Алмазов;
  - 1925—1928, 1931—1934[4][5] — протоиерей Николай Боголюбов;
  - 1935—1937 — протоиерей Иоанн Руновский (второй священник);
  - 1930—1937 — протоиерей Николай Виноградов;
  - 1934—1937 — священномученик протоиерей Пётр Сахаровский (второй священник)[6];
  - 1922—1937 — протодиакон Николай Савкин.

## В наше время
При храме во имя Всемилостивейшего Спаса в 1997 г. была открыта одна из первых в Нижнем Новгороде детская воскресная школа. 
В 2010 году издательский совет Нижегородской епархии выпустил книгу, составленную историком и краеведом Ольгой Дёгтевой, «Храм Всемилостивого Спаса в Нижнем Новгороде».